# Siepenplatz
Siepenplatz ist eine Ortslage im Wuppertaler Wohnquartier Beyenburg-Mitte im Stadtbezirk Langerfeld-Beyenburg.

## Geografie
Die Ortslage liegt auf 258 m ü. NHN an der Landesstraße 411, die durch den Wohnplatz verläuft. Benachbarte Ortslagen sind neben dem westlichen Teil Beyenburgs die Beyenburger Lohmühle, Scharpenstein, Beyenburger Brücke, Steinhaus, In der Grüne, Sondern, Windfoche, Oberhof und Mosblech. Westlich befindet sich das Waldgebiet Sondernbusch.

## Geschichte
Im Gemeindelexikon für die Provinz Rheinland von 1888 werden vier Wohnhäuser mit 43 Einwohnern angegeben.
Die heutige Straße Siepenplatz bzw. Windfoche (Landesstraße 411) wurde um 1813 als Chaussee von Lennep nach Beyenburg neu gebaut (heute Landesstraße 411) und ersetzte damit in diesem Abschnitt zwischen Windfoche und Beyenburger Brücke den alten Heerweg Köln–Dortmund.